# Предраг Пузовић
Предраг Пузовић (Пријепоље, 6. мај 1950) српски је свештеник и бивши професор универзитета. Пузовић је пензионисани професор на Богословском факултету у Београду на Универзитету у Београду и члан је управних одбора широм региона. Такође, Предраг је и инострани члан Академије наука и умјетности Републике Српске од 2015. године.

## Биографија
Предраг Пузовић рођен је 6. маја 1950. у Пријепољу. Основну школу завршио је у селу Доње Бабине. У Београду је 1970. године завршио Богословију Светог Саве, а 1974. Православни богословски факултет.
Године 1975, постављен је за суплента Богословије Светог Саве у Београду. У чин свештеника рукоположен је 1977. године. Докторску тезу "Карловачки митрополит Павле Ненадовић и његово доба" одбранио је 1990. на Богословском факултету у Београду, гдје је потом изабран у звање доцента за предмет Историја Српске православне цркве. У звање ванредног професора изабран је 1995. године. Одлуком Светог архијерејског синода исте године постављен је за професора на Духовној академији Светог Василија Острошког у Фочи. Три године касније изабран је за декана Академије.
За редовног професора изабран је октобра 2000. године. Оставка на дужност декана факултета уважена је 2009. године.
Захваљујући свом научно-педагошком угледу, професор Пузовић биран је на високе функције универзитетских институција: био је предсједник Савета Православног богословског факултета у Београду (два мандата) и Управног одбора Православног богословског факултета у Фочи, члан Вјећа научних области хуманистичких наука Универзитета у Београду, Већа научних области биотехничких наука Универзитета у Београду, Већа хуманистичких наука Универзитета у Источном Сарајеву и декан Православног богословског факултета Универзитета у Београду.
За иностраног члана АНУРС-а изабран је 4. децембра 2015. године.
Године 2010, године написао је илустровану монографију "Српска патријашија", написана на 633 странице, која је штампана на српском и енглеском језику. Благослов за изадвање и штампање дао је и Патријарх српски Г. Иринеј. У месецу децембру 2014. године, у издању Института за теолошка истраживања Православног богословског факултета, објављена је књига Прилози са историју Српске православне цркве 4, аутора протојереја-ставрофора Предрага Пузовића.
Поред већ поменуте илустроване монографије, Предраг је написао и још низ илустрованих наслова. Један од њих је и "Учешће свештенства у Првом српском устанку".
На пројекту Енциклопедије Републике Српске (при АНУРС-у) ангажован је као уредник Стручне редакције за цркве и религију.
Добитник је Ордена Светог деспота Стефана Лазаревића 2019. године.

## Одабрана дела
- Пузовић, Предраг (1995). „Укидање Неготинске и Шабачке епархије 1886. године” (PDF). Богословље: Часопис Православног богословског факултета у Београду. 39 (1-2): 143—158. Архивирано из оригинала (PDF) 20. 01. 2022. г. Приступљено 25. 03. 2018.
- Пузовић, Предраг (1996). „Епархије Српске православне цркве у расејању” (PDF). Богословље: Часопис Православног богословског факултета у Београду. 40 (1-2): 87—96. Архивирано из оригинала (PDF) 08. 06. 2019. г. Приступљено 25. 03. 2018.
- Пузовић, Предраг (1997). Прилози за историју Српске православне цркве. 1. Ниш: Византијско огледало.
- Пузовић, Предраг (1999). „Раскол у Српској православној цркви - македонско црквено питање”. Вардарски зборник. 1: 155—173.
- Пузовић, Предраг (2000). Српска православна црква: Прилози за историју. 2. Београд: Хиландарски фонд при Богословском факултету СПЦ.
- Пузовић, Предраг (2000). Кратка историја Српске православне цркве (1219—2000). Крагујевац: Каленић.[мртва веза]
- Пузовић, Предраг (2002). „Платон Јовановић, епископ бањалучки (1874—1941)” (PDF). Богословље: Часопис Православног богословског факултета у Београду. 61 (1): 243—251. Архивирано из оригинала (PDF) 25. 12. 2019. г. Приступљено 24. 03. 2018.
- Пузовић, Предраг (2003). Сарајевска богословија 1882-2002. Србиње: Духовна академија Св. Василија Острошког.
- Пузовић, Предраг (2003). „Зворничка епархија” (PDF). Богословље: Часопис Православног богословског факултета у Београду. 62 (1-2): 281—287.[мртва веза]
- Пузовић, Предраг (2004). Српска православна епархија дабро-босанска: Шематизам. Србиње: Духовна академија Св. Василија Острошког.
- Пузовић, Предраг (2006). Прилози за историју СПЦ. 3. Фоча: Православни богословски факултет "Св. Василије Острошки".
- Пузовић, Предраг (2010). Српска патријаршија: Историја Српске православне цркве. Нови Сад: Православна реч.
- Пузовић, Предраг (2011). „Рад Светог архијерејског сабора 1947. године” (PDF). Богословље: Часопис Православног богословског факултета у Београду. 70 (1): 152—171. Архивирано из оригинала (PDF) 13. 05. 2020. г. Приступљено 26. 08. 2017.
- Пузовић, Предраг (2012). Задарска богословија. Београд: Православни богословски факултет, Институт за теолошка истраживања.
- Пузовић, Предраг (2013). „Улога свештенства у Балканским ратовима” (PDF). Богословље: Часопис Православног богословског факултета у Београду. 72 (1): 93—111. Архивирано из оригинала (PDF) 05. 06. 2020. г. Приступљено 06. 02. 2018.
- Пузовић, Предраг (2013). „Последњи дани патријарха Варнаве” (PDF). Богословље: Часопис Православног богословског факултета у Београду. 72 (2): 241—255.[мртва веза]
- Пузовић, Предраг (2013). „Будимљанско-полимска епархија од 1947. до 1956. године”. Осам векова манастира Милешеве: Зборник радова. 1. Пријепоље: Епархија милешевска. стр. 143—161.
- Пузовић, Предраг (2014). Прилози за историју Српске православне цркве. 4. Београд: Православни богословски факултет, Институт за теолошка истраживања.
- Пузовић, Предраг (2014). „Рад митрополита Павла Ненадовића на просвећивању свештенства и народа” (PDF). Три века Карловачке митрополије 1713-2013. Сремски Карловци-Нови Сад: Епархија сремска, Филозофски факултет. стр. 166—177. Архивирано из оригинала (PDF) 09. 04. 2021. г. Приступљено 25. 08. 2017.
- Пузовић, Предраг (2014). „Рад митрополита Павла Ненадовића на завођењу монашке дисциплине у фрушкогорским манастирима” (PDF). Богословље: Часопис Православног богословског факултета у Београду. 73 (1): 120—125. Архивирано из оригинала (PDF) 05. 05. 2019. г. Приступљено 06. 02. 2018.
- Пузовић, Предраг (2014). „Стотину осамдесет година Тимочке епархије” (PDF). Богословље: Часопис Православног богословског факултета у Београду. 73 (2): 87—92. Архивирано из оригинала (PDF) 05. 06. 2020. г. Приступљено 06. 02. 2018.
- Пузовић, Предраг (2015). „Српска православна црква и балкански ратови”. Први балкански рат 1912-1913: Историјски процеси и проблеми у светлости стогодишњег искуства. Београд: Српска академија наука и уметности. стр. 297—304.
- Пузовић, Предраг (2015). „Страдање свештеника Српске православне цркве у Босни и Херцеговини током Првог светског рата”. Православни свет и Први светски рат: Зборник радова. Београд: Православни богословски факултет, Институт за теолошка истраживања. стр. 141—160.
- Пузовић, Предраг (2015). „Пострадали свештеници током Првог светског рата са простора Тимочке епархије” (PDF). Богословље: Часопис Православног богословског факултета у Београду. 74 (1): 261—268. Архивирано из оригинала (PDF) 05. 06. 2020. г. Приступљено 25. 08. 2017.
- Пузовић, Предраг (2015). „Страдање свештеника током Првог светског рата на подручију Цетињске, Пећске и Никшићке епархије” (PDF). Богословље: Часопис Православног богословског факултета у Београду. 74 (2): 211—220. Архивирано из оригинала (PDF) 27. 09. 2023. г. Приступљено 06. 02. 2018.
- Пузовић, Предраг (2015). „Страдање свештеника током Првог светског рата на подручију Шабачко-Ваљевске епархије” (PDF). Богословље: Часопис Православног богословског факултета у Београду. 74 (2): 221—232. Архивирано из оригинала (PDF) 05. 06. 2020. г. Приступљено 06. 02. 2018.
- Пузовић, Предраг (2016). „Страдање свештенства Захумсхо-херцеговачке епархије током Првог свеског рата” (PDF). Богословље: Часопис Православног богословског факултета у Београду. 75 (1): 22—32. Архивирано из оригинала (PDF) 22. 04. 2019. г. Приступљено 06. 02. 2018.
- Пузовић, Предраг (2016). „Страдање свештеника током Првог светског рата на подручју Бањалучке епархије” (PDF). Богословље: Часопис Православног богословског факултета у Београду. 75 (1): 33—46. Архивирано из оригинала (PDF) 23. 11. 2021. г. Приступљено 06. 02. 2018.
- Пузовић, Предраг (2016). „Страдање свештеника из епархије Горњокарловачке током Првог светског рата” (PDF). Богословље: Часопис Православног богословског факултета у Београду. 75 (2): 186—191. Архивирано из оригинала (PDF) 13. 11. 2021. г. Приступљено 06. 02. 2018.
- Пузовић, Предраг (2016). „Везе манастира Студенице са Карловачком митрополијом у 18. веку”. Манастир Студеница: 700 година Краљеве Цркве. Београд: САНУ. стр. 157—164.
- Пузовић, Предраг (2017). „Страдање свештеника током Првог светског рата на подручју Пакрачке и Битољске епархије” (PDF). Богословље: Часопис Православног богословског факултета у Београду. 76 (1): 151—158. Архивирано из оригинала (PDF) 29. 09. 2020. г. Приступљено 06. 02. 2018.
- Пузовић, Предраг (2017). „Ктиторска делатност кнеза Mилоша Oбреновића”. Симпосион Два века Старе цркве у Јагодини: Зборник радова. Јагодина: Црквена општина. стр. 13—27.
- Пузовић, Предраг (2018). „Страдање свештеника Рашко-призренске епархије током Првог светског рата” (PDF). Богословље: Часопис Православног богословског факултета у Београду. 77 (1): 123—138. Архивирано из оригинала (PDF) 23. 04. 2020. г. Приступљено 13. 07. 2018.